# Петсухос
Петсухос (др.-греч. Πετεσοῦχος) — священный крокодил в древнеегипетской мифологии, имевший собственный храм в городе Хатнечер-Себек — столице Файюма. Он почитался как живое воплощение бога воды Себека.
В Меридовом озере, примыкавшем к главному святилищу Себека, содержался Петсухос. Почитатели Себека, искавшие его защиты, пили воду из озера и кормили священного крокодила деликатесами. Петсухос означает «питомец Собека» или «сын Собека», так как древнеегипетское слово «питомец» может ещё переводиться как «сын». Когда священные крокодилы Петсухосы умирали, то они заменялись на новых. Их трупы мумифицировались, как и трупы фараонов и жрецов.